# Адлер, Ларри
Ла́рри А́длер (англ. Larry Adler; настоящее имя Ло́ренс Се́сил А́длер, англ. Lawrence Cecil Adler; 10 февраля 1914 — 6 августа 2001) — джазмен-виртуоз, один из крупнейших мастеров игры на хроматической губной гармонике XX века.

## Биография
Адлер родился в Балтиморе, штат Мэриленд, в еврейской семье. Окончил среднюю школу при Балтиморском городском колледже. Предпочитал называть гармонику именно губной гармоникой. Начал играть профессионально с четырнадцатилетнего возраста. Обучался игре на гармонике самостоятельно. В 1927 году гармоника была достаточно популярна в США. Влиятельная газета The Baltimore Sun спонсировала конкурс гармошечников, исполнение на котором Ларри Адлером менуэта Бетховена принесло ему первую премию. Год спустя он ушёл из родительского дома в Нью-Йорке. Познакомившись с Руди Валле, Адлер получил свою первую работу в театре, где привлёк внимание лидера оркестра Пола Эша, который взял Адлера исполнить роль оборванного уличного мальчишки-музыканта, играющего за гроши. Оттуда, он был нанят импресарио Флорензем Зигфельдом, а затем и Лью Лесли (снова на роли уличных музыкантов). Адлер стремился уйти от этого амплуа, чтобы избежать приглашений на однотипные роли. В 1934 году снялся в смокинге в фильме «Много Счастливых Возвращений» (Many Happy Returns) кинокомпании Парамаунт, после чего был нанят британским театральным продюсером Чальзом Б. Кокраном, для выступлений в лондонском ревю. Адлер стал знаменит в Великобритании и Британской империи, где благодаря его выступлениям продажи губной гармоники увеличились в двадцать раз и 300,000 человек стали членами гармошечных фан-клубов.
Помимо своей карьеры в качестве музыканта, Адлер также снялся в нескольких художественных фильмах, в том числе Тротуары Лондона (1938), в котором он сыграл уличного музыканта.
Выступал с концертами для солдат армий союзников по антигитлеровской коалиции.
Скончался 7 августа 2001 года в больнице Святого Томаса в Лондоне, в возрасте 87 лет. Был кремирован в крематории Голдерс-Грин, где в колумбарии хранится его прах.